# Severin Ahlquist
Severin Ahlqvist (15. september 1877 i Tårnby - 4. april 1946 i København) var en dansk/svensk bryder og Danmarks første verdensmester. 
Ahlqvist er den første verdensmester nogensinde, da han vandt den letteste klasse, 68 kg, i det første VM i 1904, som blev afholdt i Wien. Dansk Athlet-Union og hans klub Brydeklubben Hermod samlede sammen til en tredje eller fjerde klasses billet samt en madkurv, resten måtte han selv betale. Ahlqvist's verdensmesterskab tilskrives ofte Sverige.